# Standbeeld Joost van den Vondel
Het Standbeeld Joost van den Vondel is een artistiek kunstwerk in Amsterdam-Centrum.
Beeldhouwster Gerarda Rueter maakte voor een gebouw aan de Warmoesstraat een beeld ter nagedachtenis van de woonplaats van Joost van den Vondel. Het werd in 1937 als onderdeel van een Vondelfeest geplaatst op Warmoesstraat 110 (de achtergevel van de Amsterdamse effectenbeurs uit 1913). Op 17 november 1937 werd het onthuld door een dochter van wethouder kunstzaken E. Boekman. Vondelkenner Bernard Molkenboer hield een toespraak. Het beeld refereert aan zestig jaar leven van de dichter in de straat, al heeft men twijfels of dit de exacte plaats is. Het beeld werd geplaatst ter viering van Vondels geboortedatum, 350 jaar geleden.

Onder het beeld zijn drie aanvullende beeldhouwwerkjes te vinden die verwijzen naar de Gijsbrecht van Aemstel. Tevens is de onderstaande tekst uit het zandsteen geslepen:
Hier woonde Vondel
dichter van
Gysbreght van Aemstel
1637
Op hetzelfde gebouw is een reliëf te vinden over de gebouwen die tegen de vlakte gingen voor de bouw van die effectenbeurs. 